# مادس اوستبرگ
مادس اوستبرگ (نروژی: Mads Østberg؛ زادهٔ ۱۱ اکتبر ۱۹۸۷) راننده رالی اهل نروژ است.
وی عضو تیم‌هایی همچون تیم رالی جهانی ام-اسپورت، تیم رالی جهانی آداپتا، تیم رالی جهانی ام-اسپورت و تیم رالی جهانی سیتروئن بوده است.